# Nemesia santeugenia
Nemesia santeugenia là một loài nhện trong họ Nemesiidae.
Nemesia santeugenia được miêu tả năm 2005 bởi Decae.